# John Geoghegan
John „Johnny“ Geoghegan (* 5. November 1913 im County Galway; † 5. Januar 1975 ebenda) war ein irischer Politiker der Fianna Fáil, der zwischen 1954 und seinem Tode 1975 Abgeordneter (Teachta Dála) des Dáil Éireann, des Unterhauses des Parlaments (Oireachtas) war. Er war zudem von 1970 bis 1973 Parlamentarischer Sekretär beim Sozialminister.

## Leben
John „Johnny“ Geoghegan wurde bei den Wahlen am 14. Mai 1954 für die Fianna Fáil im Wahlkreis Galway West mit 3.939 Stimmen (18,83 Prozent) auf dem zweiten Platz erstmals zum Abgeordneten (Teachta Dála) des Dáil Éireann gewählt, des Unterhauses des Parlaments (Oireachtas). Bei den darauf folgenden Wahl am 5. März 1957 wurde er mit 4.966 Stimmen (24,93 Prozent) als Erster sowie bei der Wahl am 4. Oktober 1961 mit 4.917 Stimmen (23,8 Prozent) wiederum als Zweitplatzierter in diesem Wahlkreis wiedergewählt. Bei den darauf folgenden Wahlen am 7. April 1965 wurde er mit 6.982 Stimmen (30,88 Prozent) wieder als Erstplatzierter sowie am 18. Juni 1969 mit 4.923 Stimmen (20,76 Prozent) als Zweitplatzierter wiedergewählt. Zuletzt wurde er bei der Wahl am 28. Februar 1973 mit 4.782 Stimmen (19,26 Prozent) noch einmal im Wahlkreis Galway West auf dem zweiten Platz zum Mitglied des Dáil Eireann gewählt und gehörte diesem bis zu seinem Tode am 5. Januar 1975 an.
In der Regierung Lynch II übernahm Geoghegan vom 9. Mai 1970 bis zum 5. Februar 1973 sowie zwischen dem 2. März und dem 14. März 1973 das Amt als Parlamentarischer Sekretär beim Sozialminister und war damit engster Mitarbeiter von Sozialminister Joseph Brennan. Bei der nach seinem Tode notwendigen Nachwahl (By-election) im Wahlkreis Galway West am 4. März 1975 wurde seine Tochter Máire Geoghegan-Quinn, die für die Fianna Fáil kandidierte, mit 12.627 Stimmen (45,29 Prozent) gewählt.